# Anita Blond
Anita Hudáček (Budapest, 27 de maig de 1976), coneguda com Anita Blond (o Anita Blonde), és una model i actriu eròtic-pornogràfica hongaresa.
Anita Blond va ser una de les primeres grans estrelles internacionals que Hongria va exportar al món de la moda eròtica i a la indústria d'entreteniment per a adults. Va començar com a model per a la revista Penthouse, realitzant després, els seus primers treballs pornogràfics per a Private, amb Triple X.
Hotvideo la descriu com "la principal de les estrelles de l'Est dels anys 1990".
Ha fet diverses aparicions al cinema tradicional com a Le Vent de la nuit (1999) de Philippe Garrel amb Catherine Deneuve i 99 francs de Jan Kounen (2007). El 2008, els espectadors italians la van poder veure a Vita da paparazzo acreditada sota el pseudònim d'Anita Kelli.